# Brasileiros de torna-viagem

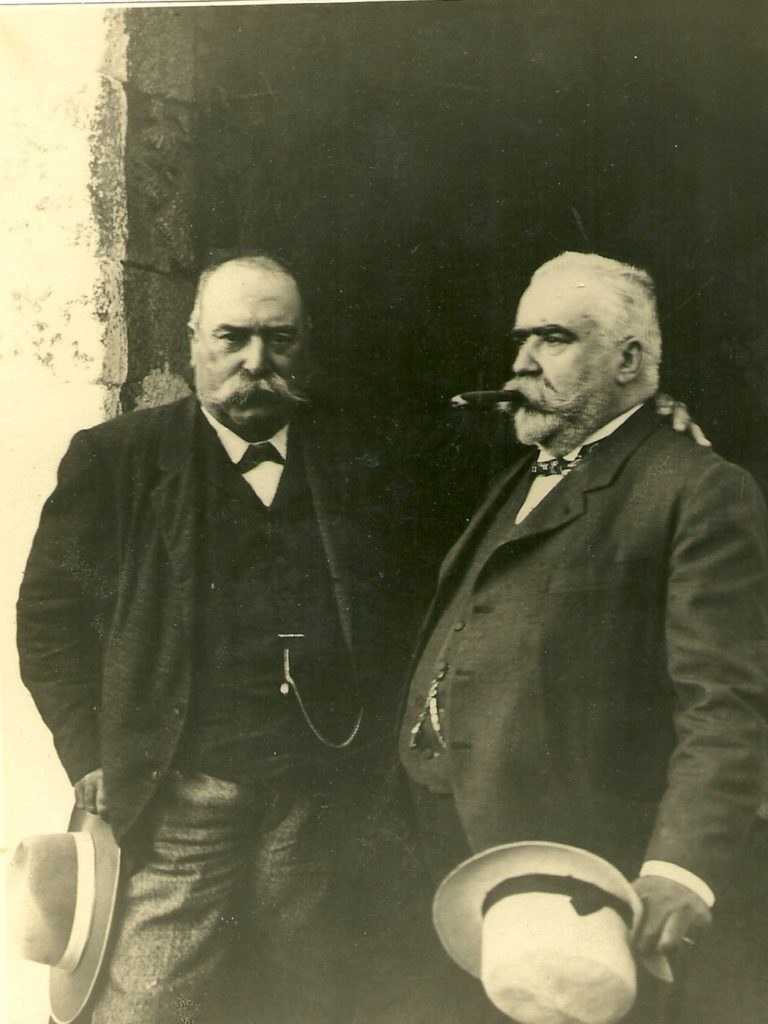
Brasileiros de torna-viagem.

Os brasileiros de torna-viagem, mais conhecidos como brasileiros na sua época, eram portugueses emigrantes retornados do Brasil, no século XIX e início do século XX que, nos casos mais célebres, regressavam ricos.
Eram uma espécie muito comum no Norte de Portugal, tendo sido retratados por grandes escritores portugueses da época — Camilo Castelo Branco, Júlio Dinis, Eça de Queirós etc. —, principalmente Camilo Castelo Branco, que os caricaturava como quarentões abastados, mas grosseiros, imbecis, lorpas, tendo granjeado fortuna de forma muito duvidosa. Tornaram-se, assim, um estereótipo do "novo-rico", típico da sociedade burguesa oitocentista.
Disputados por "mulheres casadoiras", o povo vê neles uma espécie de "vingança para a sua condição", pois emigravam pobres para o Brasil, mas regressavam ricos, investindo bastante, em muitos casos, na sua terra natal e arredores — Conde de Ferreira (Porto) e Conde de São Bento (Santo Tirso), p. ex. Foram, muitos deles, grandes filantropos, até hoje eternizados com imponentes jazigos, topónimos e, inclusive, estátuas.
Contudo, nem todo o brasileiro de torna-viagem tinha a sorte de regressar abastado, sendo que grande parte deles não cumpria o sonho de "abanar a árvore das patacas".

## Etimologia
| “                           | A designação de "brasileiro" adquiriu para nós significação singular e desconhecida para o resto do mundo. Em Portugal, a primeira ideia, talvez, que suscita este vocábulo é a de um indivíduo cujas características principais e quase exclusivas são viver com maior largueza e não ter nascido no Brasil; ser um homem que saiu de Portugal na puerícia ou na mocidade mais ou menos pobre e que, anos depois, voltou mais ou menos rico. | ” |
| — Alexandre Herculano, 1873 | |   |

Desde a segunda década do século XVIII iniciou-se uma emigração em massa de portugueses para o Brasil, impulsionada pela descoberta de ouro aluvial na região do Rio das Velhas e pela posterior criação da capitania de Minas Gerais. Esses emigrantes passaram a ser chamados de "mineiros", sendo identificados como "brasileiros" a partir de, pelo menos, 1720.

## História
Desde o início do século XIX e ao longo de mais de um século, o Brasil tornou-se o destino sonhado por centenas de milhares de portugueses, atraídos pela promessa de riqueza. Para lá partiram sucessivas vagas de emigrantes, na sua maioria homens jovens — alguns ainda quase crianças.
Todos os anos, milhares de emigrantes oriundos do Norte de Portugal partiam da barra do Douro, cruzando o Atlântico em veleiros lentos e desconfortáveis, rumo ao Brasil. Este fluxo migratório, que adquiriu expressão numérica significativa ao longo do século XVIII, consolidou-se a partir do Porto, à medida que a cidade se afirmava como centro do dinamismo económico da região Norte. Tal centralidade foi, em grande medida, favorecida por reformas administrativas iniciadas na era pombalina, que retiraram aos restantes portos provinciais o protagonismo tradicional no intercâmbio entre Portugal e o Brasil.

## Ilustresbrasileiros

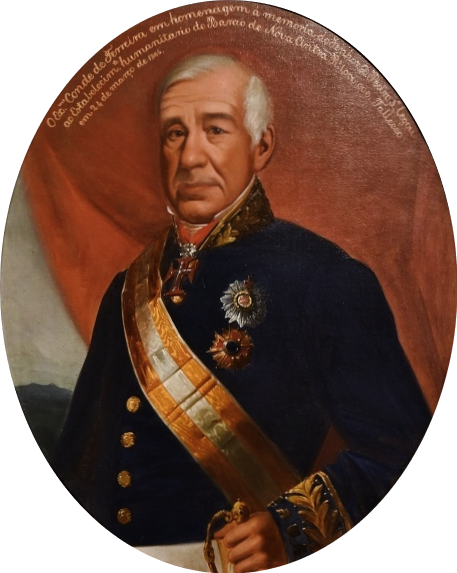
Joaquim Ferreira dos Santos (1782-1866), Conde de Ferreira, grande filantropo natural do Porto.

- Joaquim Ferreira dos Santos (1782-1866), Conde de Ferreira
- Manuel Pinheiro Alves (1807-63), primeiro marido de Ana Plácido, amante e futura esposa de Camilo Castelo Branco (1825-90).[nota 4]
- Ângelo Francisco Carneiro (c. 1795-1858), Visconde de Loures
- António José Leite Guimarães (1806-76), Barão de Glória
- Manuel José Ribeiro (1807-1893), Conde de São Bento
- José Joaquim Leite Guimarães (1808-70), Barão de Nova Sintra
- António Alves de Sousa Guimarães (1814-97), Conde do Bolhão, construiu o Palácio do Conde do Bolhão, célebre por ter hospedado duas vezes a família real e pela vida social retratada por Camilo Castelo Branco.
- Manuel José do Conde (1817-97), Visconde do Rosário, natural dos Açores, fundador de um empório no Brasil.
- António Afonso Velado (n. 1819), Visconde do Freixo (1870), proprietário do Palácio do Freixo.

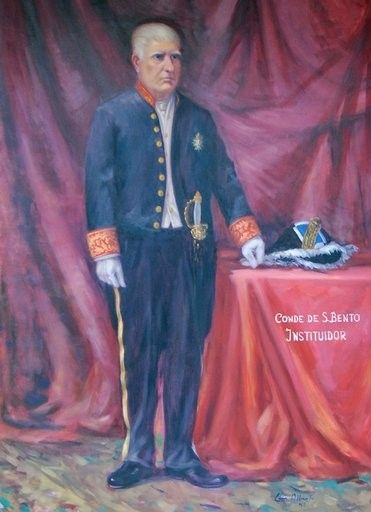
Manuel José Ribeiro (1807-1893), Conde de São Bento, grande benemérito de Santo Tirso.

- António Luís Machado Guimarães (1820-82), Barão de Joane, pai de Bernardino Machado (1851-1944), 3.º e 8.º Presidente da República Portuguesa.
- António da Silva Monteiro (1822-85), Conde da Silva Monteiro, construiu o Palacete do Conde Silva Monteiro, considerada "a casa mais luxuosa do Porto" em meados de oitocentos,[19] onde atualmente está instalada a Comissão de Viticultura da Região dos Vinhos Verdes (CVRVV).
- Guilherme Augusto Machado Pereira (1822-68), Visconde de Pereira Machado, também conhecido como "visconde às avessas", porque trocaram os nomes no título nobiliárquico.
- José Francisco da Cruz Trovisqueira (1824-98), Barão de Trovisqueira
- Daniel Martins de Moura Guimarães (1827-1893), mandou construir o Grande Hotel do Porto, onde estiveram hospedados os ex-imperadores do Brasil D. Pedro II e D. Teresa Cristina (onde viria a falecer em 1889). Suicidou-se a bordo de um navio, a caminho do Rio de Janeiro (onde está sepultado), devido a dívidas e à perda do hotel para os credores.[20]
- Miguel Dantas Gonçalves Pereira (1836-1905)[21], pai de Elzira Dantas Machado (1865-1942), mulher de Bernardino Machado com quem teve 19 filhos.
- Joaquim Bernardo Mendes (1847-1911), Visconde de Paredes, construiu o Palacete da Granja que acolheu o rei D. Carlos em 1895.
- Bento Rodrigues de Sousa (1853-1931), Barão do Rio Ave, irmão mais novo de Boaventura Rodrigues de Sousa (1848-1908), também brasileiro.
- José Francisco Correia (1853-1929), Conde de Agrolongo
- Adriano Soares Telles do Valle (1859-1932), fundador dos célebres cafés A Brasileira, instalados no Porto, Lisboa (Chiado e Rossio), Coimbra, Braga e Sevilha, em Espanha.
- João Alves de Freitas (1864-1917), proprietário do Palácio do Grémio, suicidou-se em 1917 no interior da Amazónia[22], devido à falência provocada pela crise e perda de cotação comercial da borracha.[15]
- Albino Sousa Cruz (1870-1966), dono da maior indústria de fumos da América Latina e presidente do Real Gabinete Português de Leitura (1919-1962).

## Brasileirosna literatura portuguesa
| “ | […] se há um «tipo» de que o romance e o teatro, em Portugal, tenham usado imoderadamente é, decerto, esse lavrador minhoto, enriquecido e vestido de pano fino, a que nas aldeias se chama o brasileiro! | ” |
|   | — Eça de Queirós, 1886. |   |

- A Morgadinha dos Canaviais (1868), Júlio Dinis
- O Primo Basílio (1878), Eça de Queirós
- O Brasileiro Soares (1886), Luís de Magalhães, com prefácio de Eça de Queirós

Camilo Castelo Branco:
- A Neta do Arcediago (1856)
- Que Fazem as Mulheres (1858)
- Doze Casamentos Felizes (1861)
- Coração, Cabeça e Estômago (1862)
- Os Brilhantes do Brasileiro (1869)
- Eusébio Macário (1879)
- A Brasileira de Prazins (1883)

## Casas deBrasileiros
Casas construídas pelos torna-viagem em Portugal:

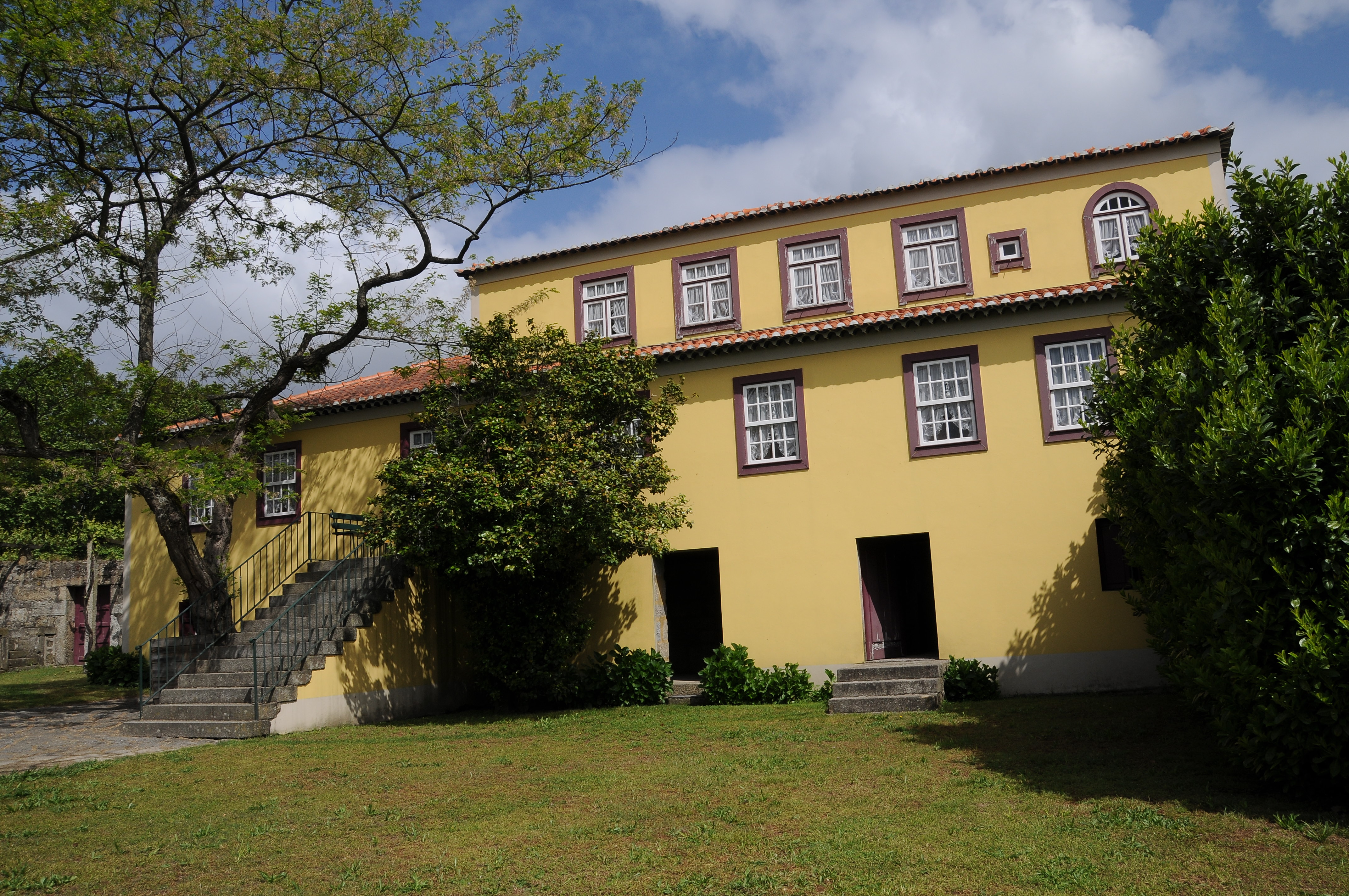
Casa mandada construir c. 1830[25] por Manuel Pinheiro Alves (1807-63), primeiro marido de Ana Plácido (1831-95), amante e futura esposa de Camilo Castelo Branco (1825-90), foi destruída por um incêndio em 1915, e reconstruída, mas parte da casa ruiu durante obras de beneficiação na década de 1940, tendo sido novamente reconstruída para instalar a atual Casa-Museu Camilo Castelo Branco, em Seide (São Miguel), Vila Nova de Famalicão.
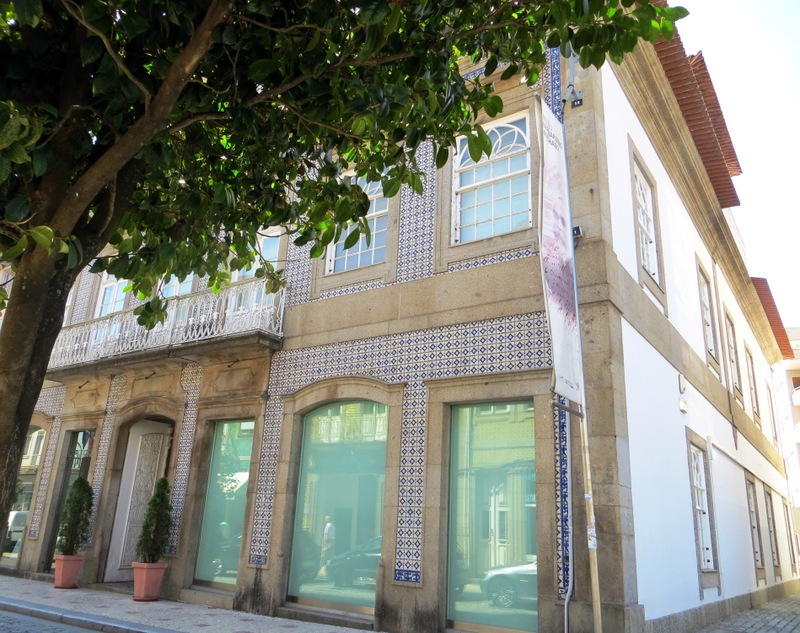
Palacete do Barão da Trovisqueira em Vila Nova de Famalicão, mandado construir em 1857 por José Francisco da Cruz Trovisqueira (1824-98), Barão de Trovisqueira, onde está instalado atualmente o Museu Bernardino Machado.
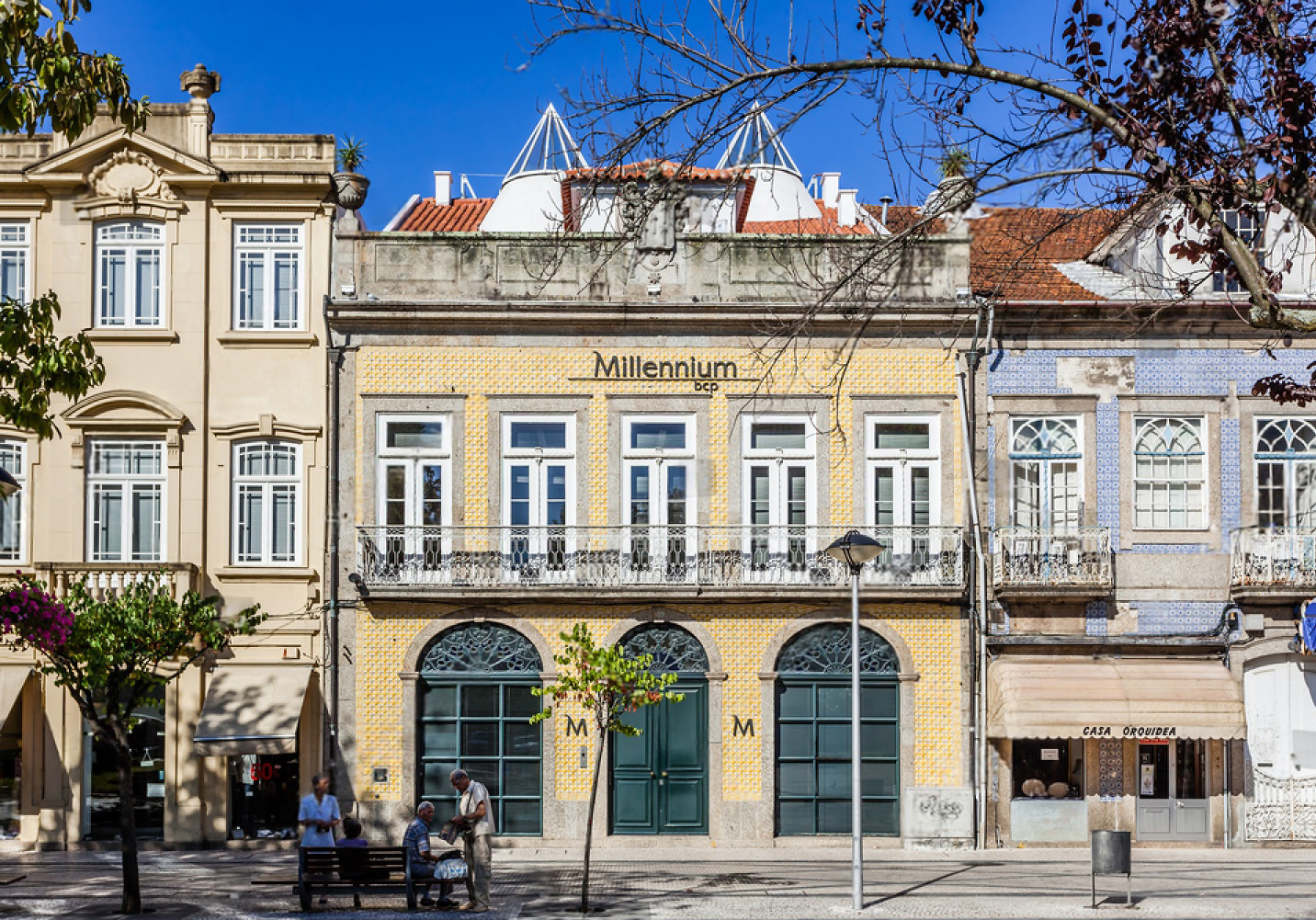
Solar dos Machados, também conhecido como Palacete do Barão de Joane, por lá ter residido António Luís Machado Guimarães (1820-82), Barão de Joane, pai de Bernardino Machado (1851-1944), 3.º e 8.º Presidente da República, que também lá residiu na sua juventude. Foi construído no século XIX, e recebeu a visita de Camilo Castelo Branco (1825-90).[28] Está localizado em Vila Nova de Famalicão e, atualmente, acolhe uma delegação bancária do Millennium BCP.
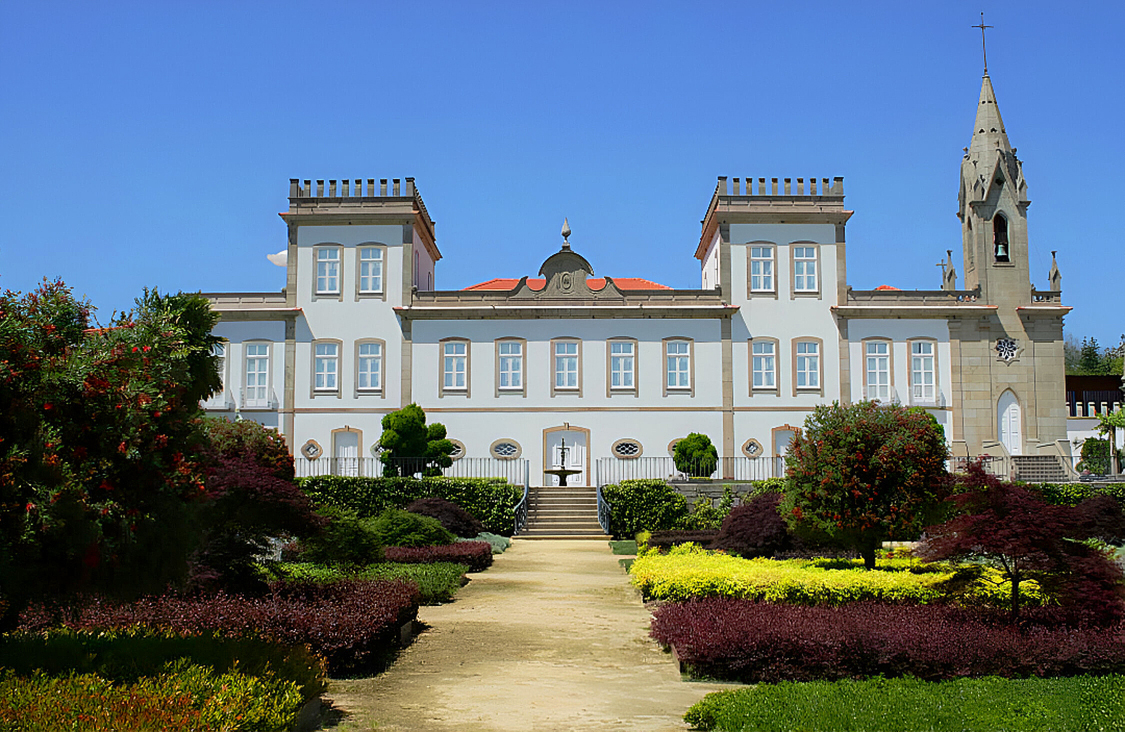
Palácio da Igreja Velha em Vermoim, Vila Nova de Famalicão, mandado construir por Manuel Gomes dos Santos Portela e concluído em 1881.[29] Atualmente é utilizado para eventos.
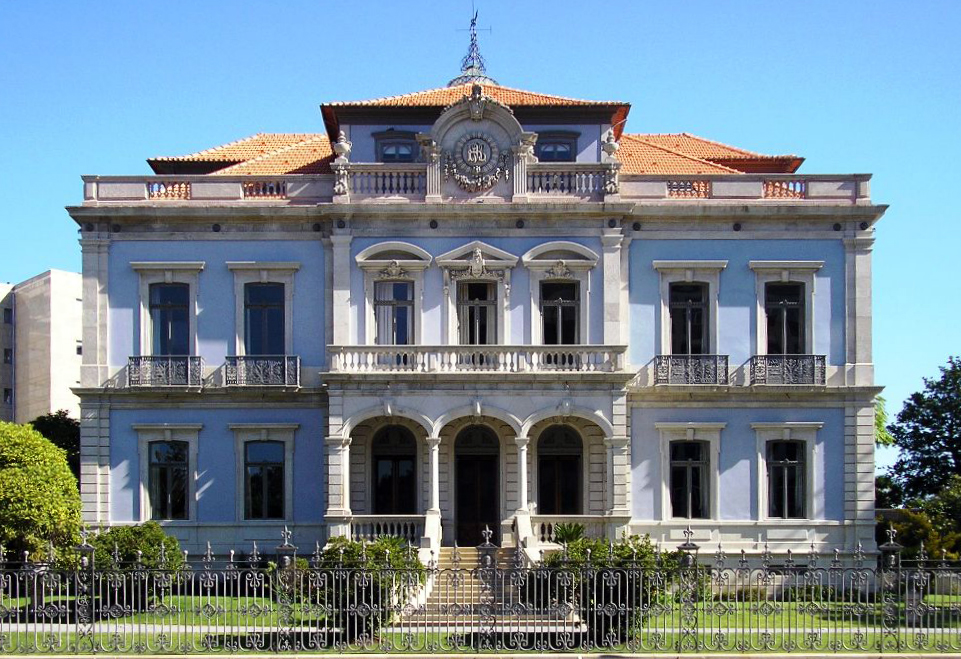
Palacete Conselheiro Boaventura Rodrigues de Sousa (1895-1900) na Avenida da Boavista no Porto, projetado por Joel da Silva Pereira (1861-99) e mandado construir por Boaventura Rodrigues de Sousa (1848-1908), irmão mais velho do Barão de Rio Ave.
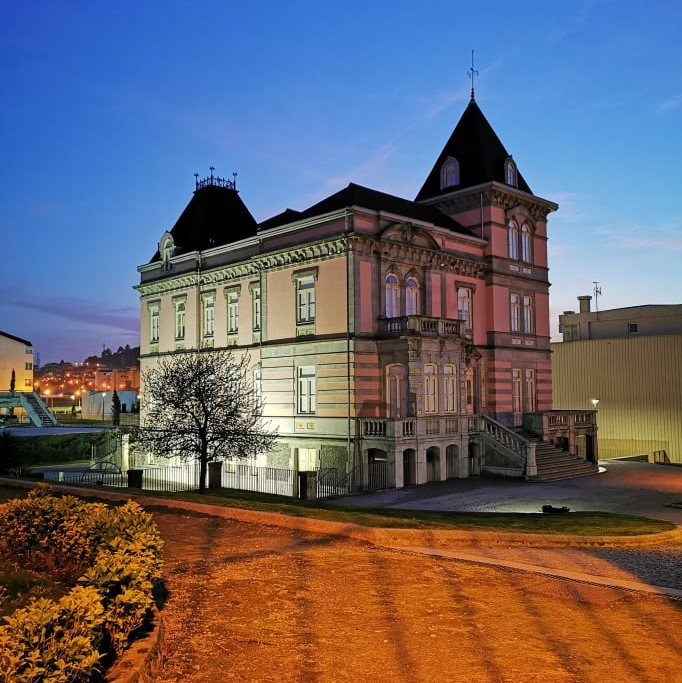
Palácio do Grémio (1912) em Fafe, mandado construir por João Alves de Freitas (1864-1917), que se suicidou no Brasil em 1917 devido a falência.[15] Atual Arquivo Municipal de Fafe.
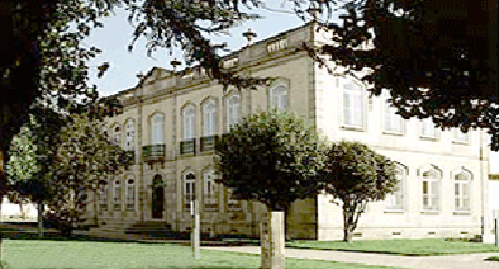
Palacete da Granja em Paredes, mandado construir por Joaquim Bernardo Mendes (1847-1911), Visconde de Paredes, onde recebeu o rei D. Carlos em 1895.[33] Atualmente funciona como Casa da Cultura.
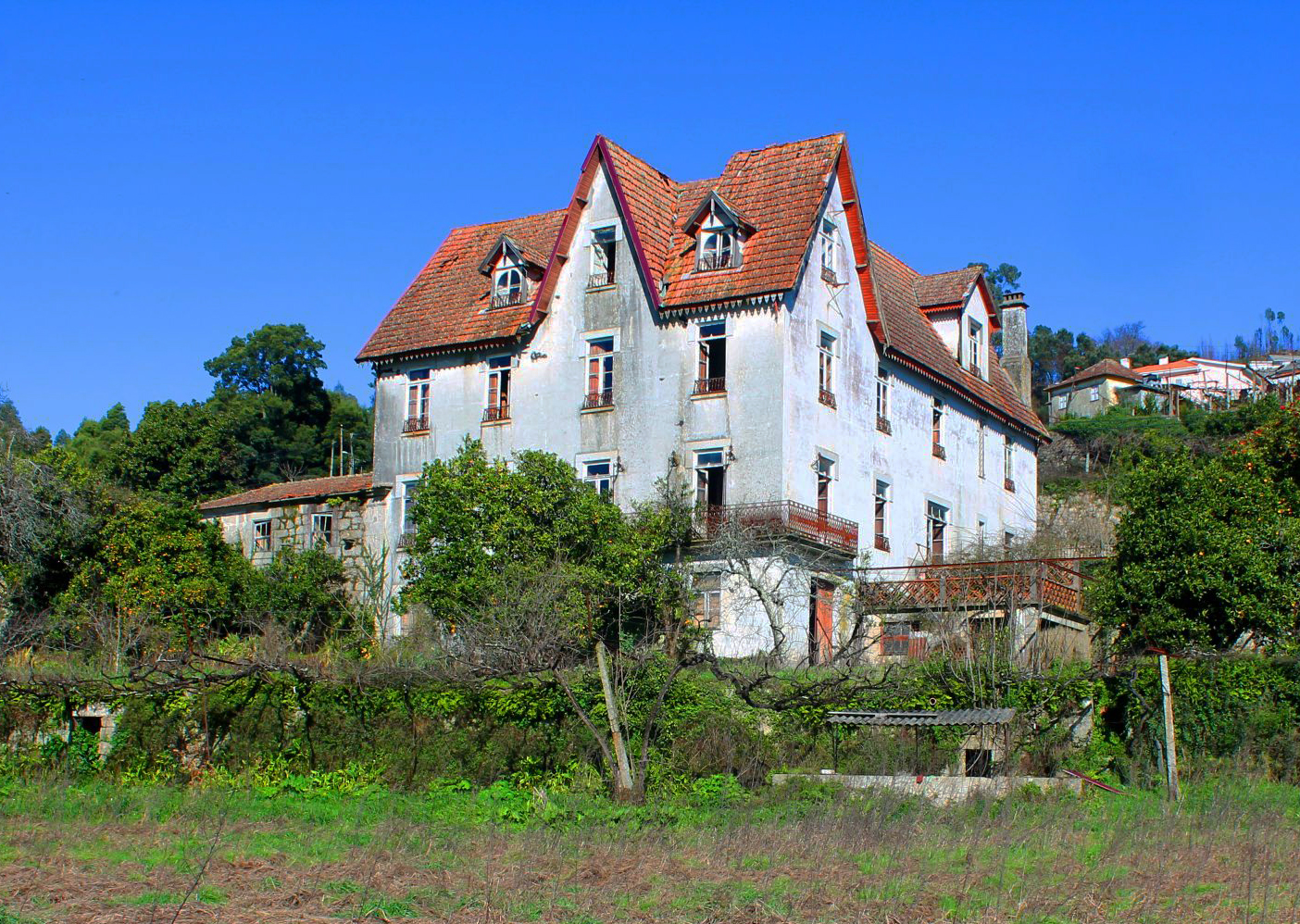
Casa da Castrália em Paredes, mandada construir por Adriano Moreira de Castro (n. 1858) e datada de 1909.[35] É uma das várias casas de brasileiros em Paredes, existindo inclusive uma rota para os interessados na arquitetura torna-viagem paredense.
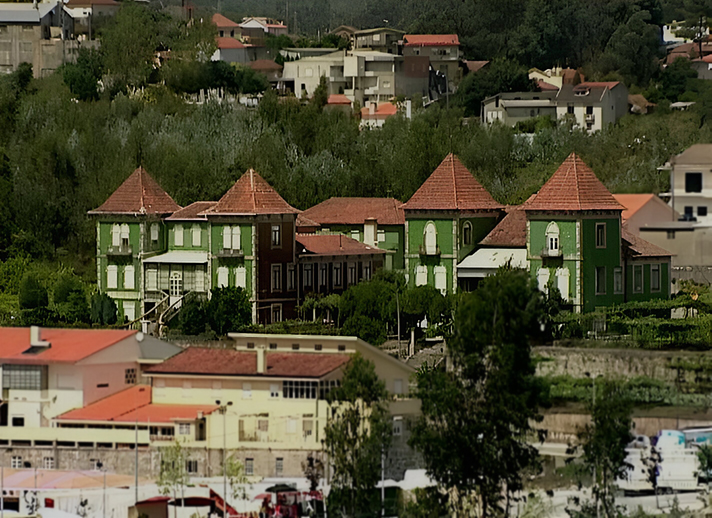
As "Casas Atlas", oficialmente Palacete dos Silvas Moreiras[36], são dois palacetes mandados construir em 1913 por Arnaldo Dias da Silva Moreira e António Dias da Silva Moreira, irmãos torna-viagem naturais de Lordelo (Paredes), e concluídos em 1918 nessa freguesia do município de Paredes.[37] Construídos num alto, superaram em altura a torre sineira da igreja matriz, então o maior edifício do povoado.[38] São revestidos a azulejo de cor verde, característica frequente das casas dos torna-viagem.[39] Curiosamente, no início do século XX eram o único sítio na aldeia onde à noite as divisórias estavam iluminadas e onde havia casas de banho, três, com o conforto da água canalizada, fria e, inclusive, quente.

## Homenagens aBrasileiros

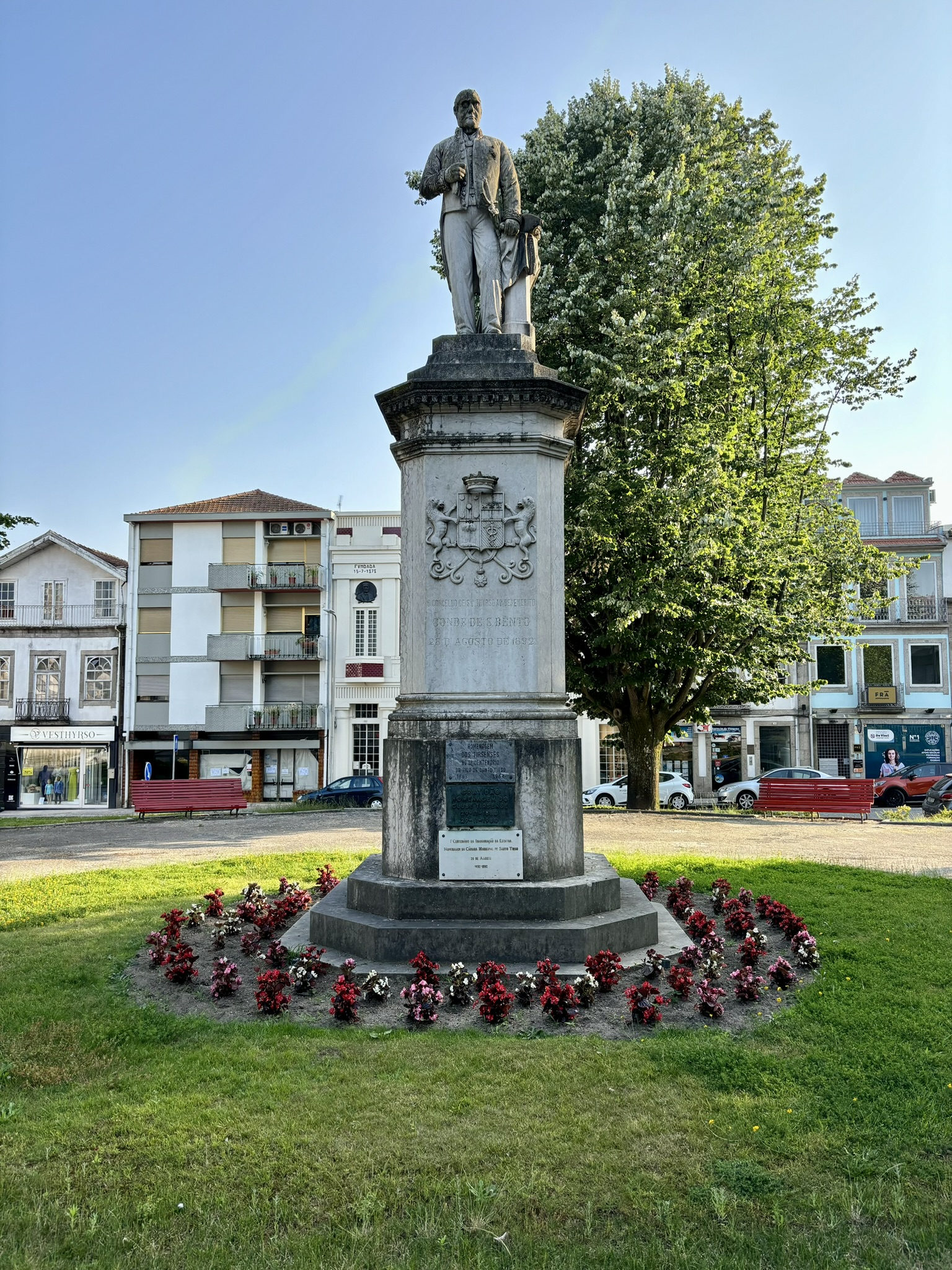
Estátua do Conde de São Bento (1807-1893) na respetiva praça em Santo Tirso. Inaugurada em 28 de agosto de 1892, com a presença do homenageado, no ano anterior ao seu falecimento.
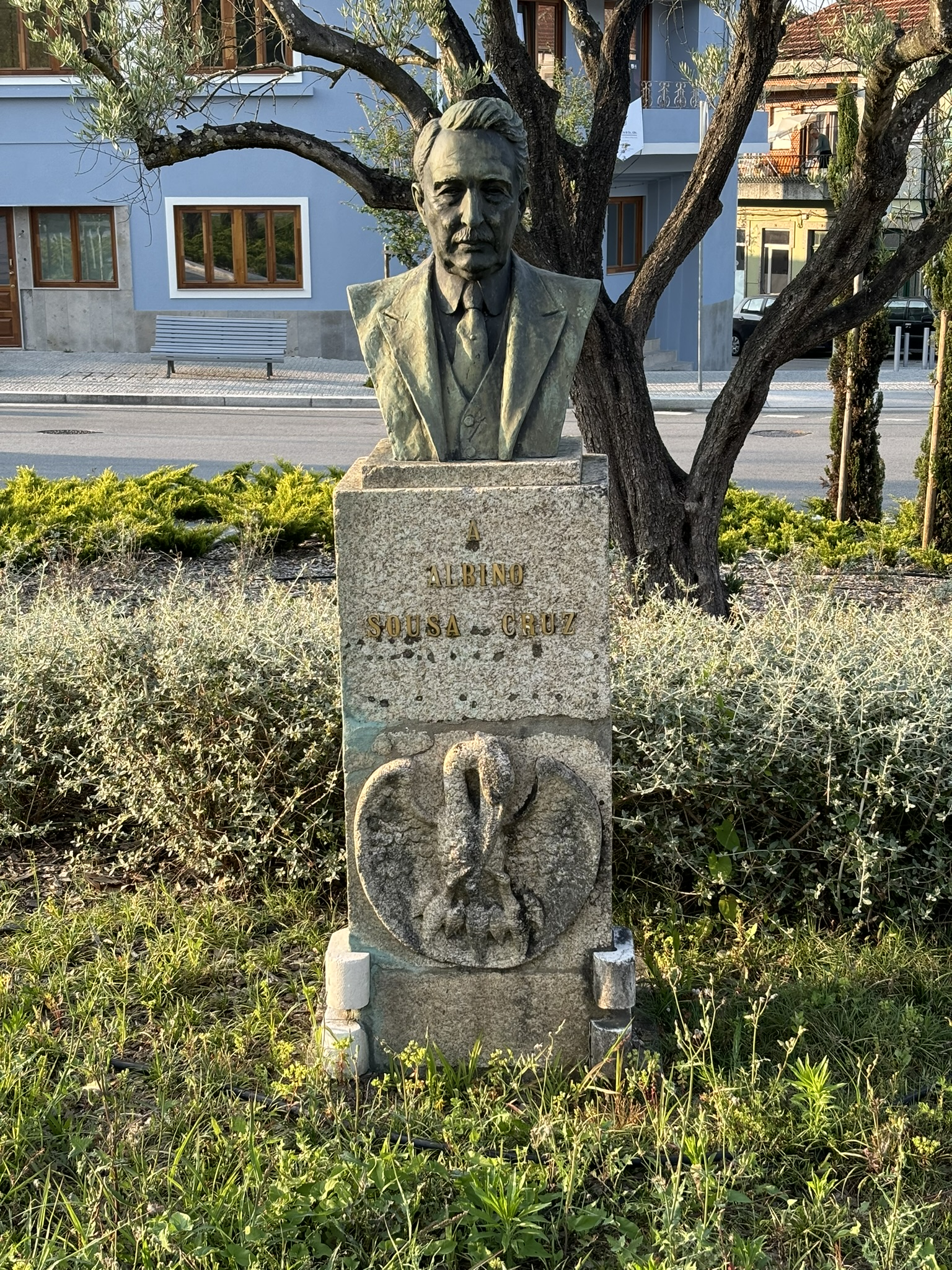
Busto de Albino Sousa Cruz (1870-1966) em Santo Tirso. Inaugurado em 17 de novembro de 1946 no Parque Conde S. Bento (atual Parque D. Maria II). Atualmente está na Rotunda Albino Sousa Cruz.
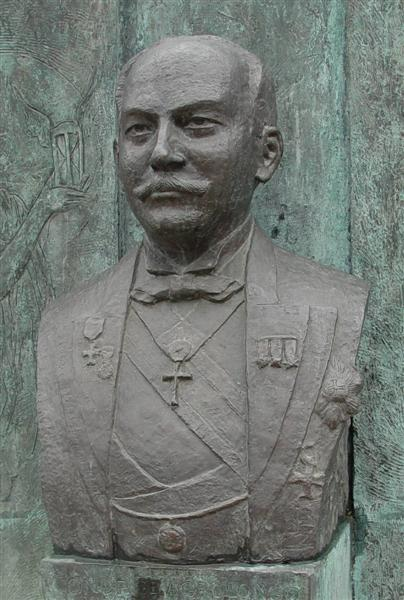
Busto do Conde de Agrolongo (1853-1929) na respetiva praça em Braga. Inaugurado em 1997 em frente à Igreja do Salvador (onde está sepultado) e ao Lar Conde de Agrolongo, obras por si custeadas.